# Pósito de Fuente Palmera
El pósito de Fuente Palmera es un edificio histórico situado en el municipio español de Fuente Palmera, en la provincia de Córdoba. Está enmarcado dentro de la arquitectura civil barroca de las Nuevas Poblaciones de Andalucía. Su nombre oficial es Real Pósito de Labradores y Diezmos de Fuente Palmera, y se encuentra ubicado en la Plaza Real de la localidad, anexo a la Iglesia de la Purísima Concepción. Forma junto con el ayuntamiento y la mencionada iglesia, el enclave de mayor valor histórico y patrimonial del municipio. Se encuentra en un buen estado de conservación gracias a las intervenciones respetuosas con el inmueble a lo largo de su historia.

## Historia
Su misión original, como la de cualquier pósito, era la de servir como almacén de grano. El diezmo, como su propio nombre indica, hace referencia al pago de la décima parte de la producción agrícola que los campesinos hacían a la Iglesia Católica. Su labor fue fundamental durante los primeros momentos de la colonización para que los recién llegados pobladores pudieran hacer pan hasta que las tierras empezaran a ser productivas. Debió existir un pósito primitivo, de peor fábrica que el actual ya que hubo que reconstruirlo a finales del S. XVIII.

## Descripción
La construcción del edificio se puede fechar entre 1767 y 1769. Posee planta rectangular y consta de dos plantas más sótano impracticable. La presencia del sótano en el edificio se hacía necesaria para favorecer la ventilación del inmueble y evitar que la humedad pudiera afectar al grano. En la parte posterior se encuentra el patio con las escaleras para acceder a la planta superior. Destaca especialmente la fachada, de gran simetría y que en su día debió de estar policromada. En la misma podemos advertir el escudo de los Borbones, ya que se construye bajo el reinado de Carlos III. De su interior podemos destacar la solería original de ladrillos. El edificio fue ampliado en la segunda mitad del S. XIX con la compra de una segunda vivienda a la que se accede desde el patio.